# 小笠原義頼
小笠原 義頼（おがさわら よしより、天文4年（1535年） - 慶長18年9月12日（1613年10月25日））は、戦国時代の武将。初名は茂頼。通称は彦五郎、弥八郎、豊松。 
小笠原春義（春儀、春茂）の四男で、小笠原氏興（氏清）の弟。子に小笠原義信がいる。母は今川氏親の娘。高天神小笠原家の当主。
兄の氏興と共に今川氏真に仕えたが、凋落しつつあった今川家は甲斐の武田信玄に甲相駿三国同盟を破棄されて駿河を攻め取られ、さらに三河の徳川家康までもが遠江に侵攻して来ると、永禄12年（1569年）に高天神小笠原氏は家康に内応して、主君氏真が籠城する掛川城を袋井方面から攻撃し戦功を上げた。以降は徳川氏の傘下となる。
天正2年（1574年）甥の小笠原信興（氏助、長忠）が守る高天神城を武田勝頼が攻めると（第一次高天神城の戦い）、窮地の信興は浜松城の家康に救援を要請し、義頼の兄の（弟とする場合有）清広を人質に供出するが家康は援軍を出さず、見捨てられた高天神城は開城し、信興は武田方の傘下となった。しかし義頼は同心する他の一族と共に家康の傘下であり続けた。居城の馬伏塚城には新たに大須賀康高が入り、さらに天正6年（1580年）康高が城東郡横須賀城に移されると、義頼も随行した。のち本領3000石を知行。致仕後は出家して道鉄と号した。享年79。妻は武藤氏。
元和2年（1616年）、子の義信がのちに徳川御三家となる徳川頼宣に附属し、子孫は紀州徳川家の家臣となった。頼宣が紀州に移される前、駿河国駿府城主として遠江も支配下としていたことから、紀州藩には遠江国系の家臣が多い。

## 参考
- 『寛政重修諸家譜 巻第1241』